# Templa
La templa és la part del crani situada entre l'orella, la galta i l'ull.

## Cops i contusions
Com que la templa és molt propera al crani i té poc os cranial, ofereix poca resistència als cops.
Així doncs, un cop fort hi pot causar contusions, inflamacions, trastorns oculars, pèrdua d'audició, trencament de vasos sanguinis importants, cefalees, migranyes, marejos, pèrdues de coneixement, i en alguns casos comes irreversibles o fins i tot la mort.